# 3348 Pokryshkin
3348 Pokryshkin este un asteroid din centura principală, descoperit pe 6 martie 1978, de Nikolai Cernîh.

## Caracteristici
3348 Pokryshkin prezintă o orbită caracterizată de o semiaxă majoră egală cu 3,1733425 u.a. și de o excentricitate de 0,1645069, înclinată cu 10,39129° față de ecliptică.

## Denumirea asteroidului
Asteroidul a primit numele în onoarea aviatorului sovietic Aleksandr Pokrîșkin, care a primit de trei ori titlul de Erou al Uniunii Sovietice.